# جاء الصباح
جاء الصباح (بالإنجليزية: Morning Has Broken) ترنيمة مسيحية نُشرت لأول مرة في عام 1931. الكلمات للمؤلفة الإنجليزية إليانور فارجيون (1881 – 1965) ومستوحى من قرية ألفريستون في شرق ساسكس. غالبًا ما تُغنى في مدارس الأطفال وفي مراسم الجنازات.
قام موسيقي البوب الإنجليزي والمغني الشعبي كات ستيفنز باصدار أغنية «جاء الصباح» ضمن ألبومه «المضايق وقط النار Teaser And The Firecat» عام 1971. صعدت الأغنية إلى المركز السادس على قائمة بيلبورد هوت 100 الأمريكية، والمرتبة الأولى قائمة الاستماع السهل بالولايات المتحدة في عام 1972، والمرتبة الرابعة على قائمة نشرة صناعة الموسيقى الكندية.

## مصدر وتطور الأغنية
ظهرت الترنيمة في الأصل في الطبعة الثانية من أغاني التسبيح (نُشرت عام 1931)، على أنغام «بونيسان»، المؤلفة في الجزر الاسكتلندية، وقد طُلب من الشاعرة الإنجليزية ومؤلفة الأطفال إليانور فارجيون تأليف قصيدة تناسب اللحن الإسكتلندي الجميل. يُنسب الفضل في كتابة أغنية «جاء الصباح» في بعض الأحيان إلى كات ستيفنز، الذي أدى تسجيله الأغنية إلى شهرتها عالميًا. تم توزيع عزف البيانو في تسجيل ستيفنز وأداؤه إلى ريك واكمان، وهو عازف لوحة مفاتيح (كيبورد) مدرب بشكل كلاسيكي وانضم إلى فرقة موسيقى الروك الإنجليزية التقدمية «ياس» بعد ذلك بوقت قصير.
بدأ ستيفنز بالترنيمة، التي استغرقت حوالي 45 ثانية للغناء في شكلها الأساسي. أخبره المنتج بول سامويل سميث أنه لا يمكنه أبدًا وضع شيء من هذا القبيل في ألبوم، وأنها يجب أن تكون على الأقل ثلاث دقائق، وقام ستيفنز بإعدادها لتصبح في شكلها النهائي.

## نسخ للأغنية بأصوات أخرى
قدم الأغنية كثير من الفرق والمغنيين (184 فنان) من أكثرهم شهرة: فريق النيوسيكرز - ستيفن كيرتس تشابمان - جودي كولنز - فلويد كرامر - نيل دياموند - آرت جارفونكل - نانا موسكوري - كيني روجرز - ديمس روسوس - روجر ويتاكر.  

## كلمات الأغنية
جاء الصباح مثل الصباح الأولِ Morning has broken like the first morning
غنى الطائر الأسود مثل الطير الأولِ Blackbird has spoken like the first bird
مجدّ الغناء مجدّ الصباح Praise for the singing, praise for the morning
مجدّ نضارة الربيع من العالم Praise for them springing fresh from the world
جمال سقوط المطر الجديد، وضوء الشمس من الجنة Sweet the rain's new fall, sunlit from heaven
كأول قطرات الندى على أول عشب Like the first dew fall on the first grass
مجدّ جمال الحديقة الرطبة Praise for the sweetness of the wet garden
نبت في كمال، حيثما مرت قدماه Sprung in completeness where his feet pass
ضوء الشمس لي، والصباح ملكي Mine is the sunlight, mine is the morning
خلق ضوء واحد، من جنة عدن Born of the one light Eden saw play
مجدّ بابتهاج مجدّ كل صباح Praise with elation, praise every morning
الله يعيد خلق يوم جديد God's recreation of the new day

## وصلات خارجية
https://www.youtube.com/watch?v=U5sSEkZ86ts جاء الصباح
https://www.songfacts.com/facts/cat-stevens/morning-has-broken جاء الصباح